# KZ-Außenlager Dortmund
Das Außenlager des Konzentrationslagers Buchenwald in Dortmund befand sich vom 29. September 1944 bis zum 16. März 1945 auf dem Gelände der Dortmund-Hoerder Hüttenverein AG (DHHV) an der Huckarder Straße 111 und wurde als Frauenaußenlager Dortmund-Hoerder Hüttenverein AG bezeichnet. Es war eines von insgesamt mehr als 130 Außenlagern und Außenkommandos des KZ-Stammlagers Buchenwald.
In diesem Konzentrationslager wurden zwischen 400 und 800 Mädchen und junge Frauen, vorwiegend Polinnen, aber auch Russinnen und Deutsche sowie Angehörige anderer Nationalitäten, unter ihnen viele Jüdinnen, als Zwangsarbeiterinnen für die Produktion von Kriegswaffen der Union, AG für Bergbau, Eisen- und Stahl-Industrie festgehalten. Die ersten Häftlinge waren 400 polnische Frauen aus dem KZ Ravensbrück, die fast alle zuvor den Warschauer Aufstand überlebt hatten und als politische Gefangene galten. „Die Gefangenen im Alter von 13 Jahren bis Anfang 20 mussten in der Munitionsproduktion täglich zwölf Stunden Schwerstarbeit leisten.“ Mindestens zehn Frauen kamen ums Leben. Nach dem schweren Bombenangriff auf Dortmund vom 12. März 1945 durch alliierte Luftstreitkräfte wurde die Produktion von Bomben und Geschossen eingestellt und die verbliebenen Frauen ins KZ Bergen-Belsen verschleppt; nur etwa die Hälfte von ihnen erlebte dort am 15. April 1945 die Befreiung durch britisch/kanadische Truppen.
In Gebäude Huckarder Straße 111 befindet sich seit 1988 eine außerbetriebliche Ausbildungsstätte der Handwerkskammer Dortmund, zuvor war es im Besitz der Hoesch AG. In einem Schulungsraum erinnern ein Denkmal der Künstlerin Anette Seiler und eine Dokumentation der Geschichtswerkstatt Dortmund an die KZ-Häftlinge.